# Bahnhof Finsbury Park

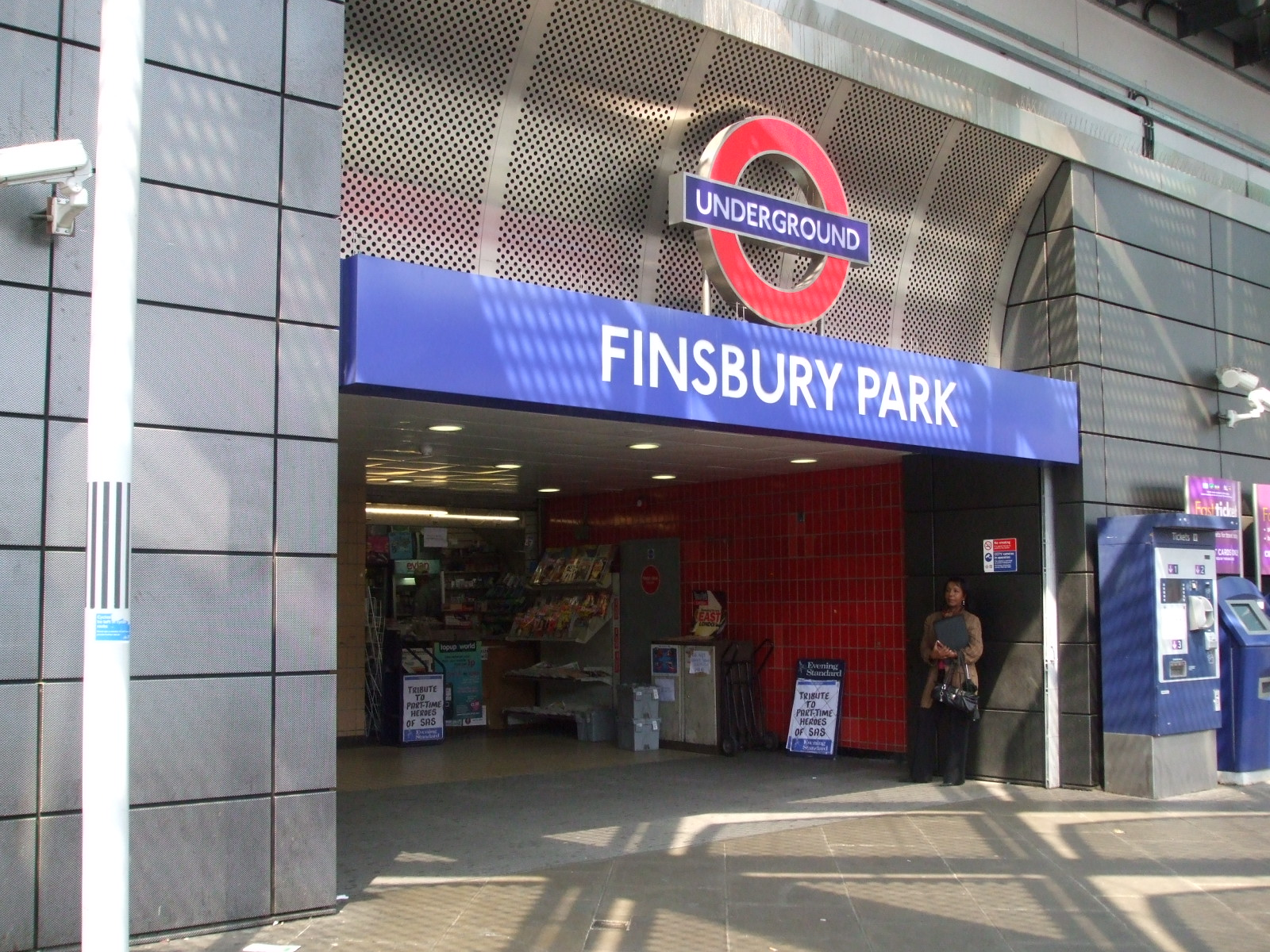
Eingang zur U-Bahn-Station

Finsbury Park ist ein Bahnhof im gleichnamigen Londoner Stadtteil, der zum Stadtbezirk London Borough of Islington gehört. Die bedeutende Nahverkehrsdrehscheibe nordöstlich des Stadtzentrums liegt in der Travelcard-Tarifzone 2, an der Kreuzung von vier Hauptstraßen. Im Jahr 2013 nutzten 6,430 Millionen Fahrgäste den Bahnhof und 27,07 Millionen die darunter liegende U-Bahn-Station.

## Anlage

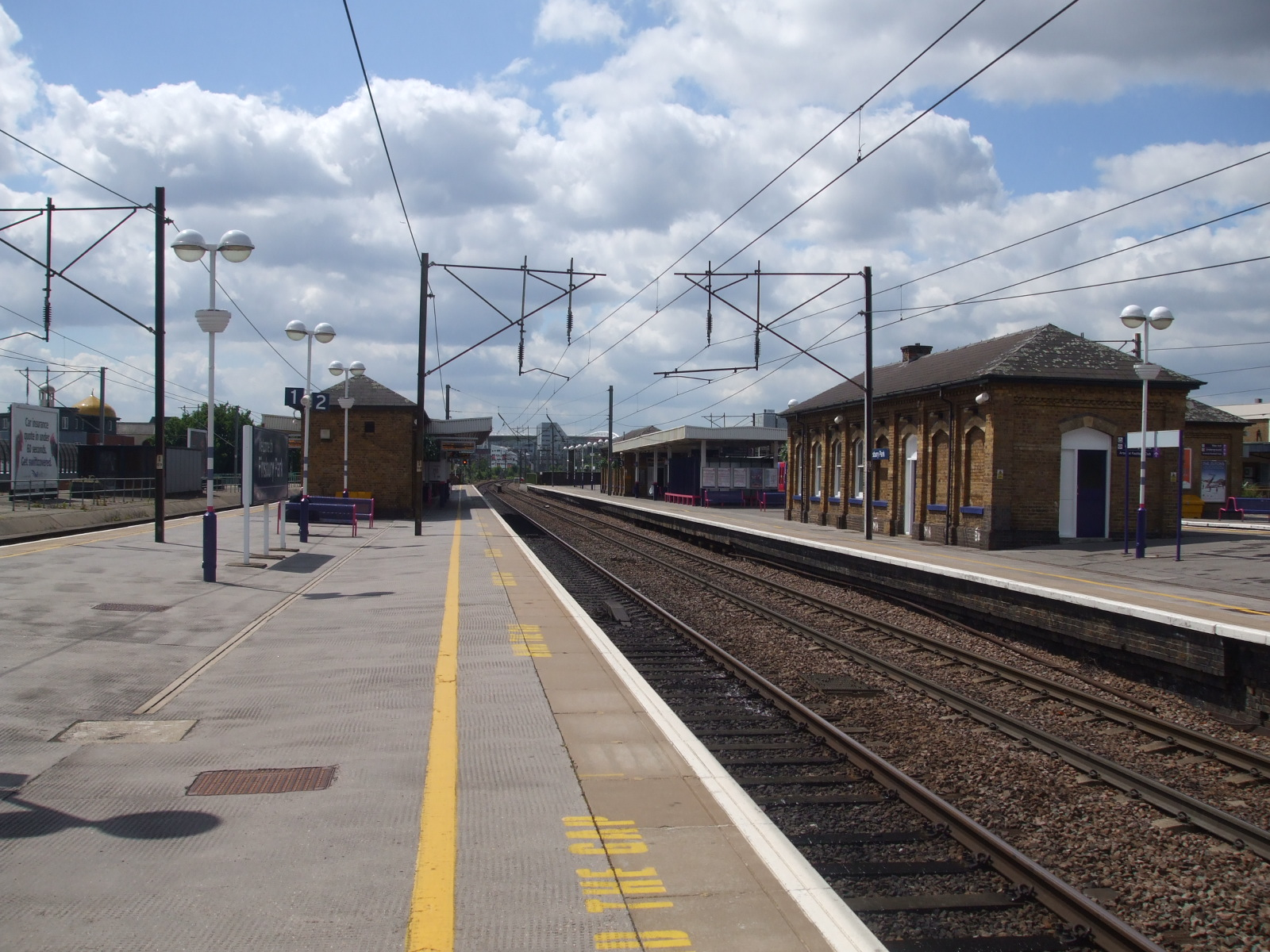
Bahnsteige der Eisenbahn

Der auf einem Viadukt errichtete fünfgleisige Bahnhof der Eisenbahn liegt an der East Coast Main Line, besitzt eine von der U-Bahn unabhängige Schalterhalle und wird von Vorortzügen der Gesellschaft First Capital Connect bedient. Diese verkehren von King’s Cross und Moorgate über Finsbury Park nach Welwyn Garden City, Hertford, Peterborough und Cambridge.
Die U-Bahn-Station wird von Zügen der Piccadilly Line und der Victoria Line bedient. Sie liegt sechs Meter unter der Erdoberfläche und besteht aus zwei Mittelbahnsteigen. So können die meisten Fahrgäste am selben Bahnsteig zur jeweils anderen Linie umsteigen. Es gibt keine Aufzüge, sondern lediglich Rolltreppen und Treppen, die über schmale Verbindungstunnel erreicht werden. Aus diesem Grund ist die Station trotz der geringen Tiefe nicht barrierefrei zugänglich.

## Geschichte

### Eisenbahn
Der südliche Abschnitt der East Coast Main Line entstand etappenweise während der 1840er und frühen 1850er Jahre durch die Great Northern Railway (GNR). Die Gleise erreichten Finsbury Park im Jahr 1850 und endeten in London zunächst in einem temporären Bahnhof an der Maiden Lane. 1852 verlängerte die GNR die Strecke zum definitiven Hauptbahnhof King’s Cross. Der Bahnhof Finsbury Park wurde am 1. Juli 1861 eröffnet und hieß zu Beginn Seven Sisters Road (Holloway).

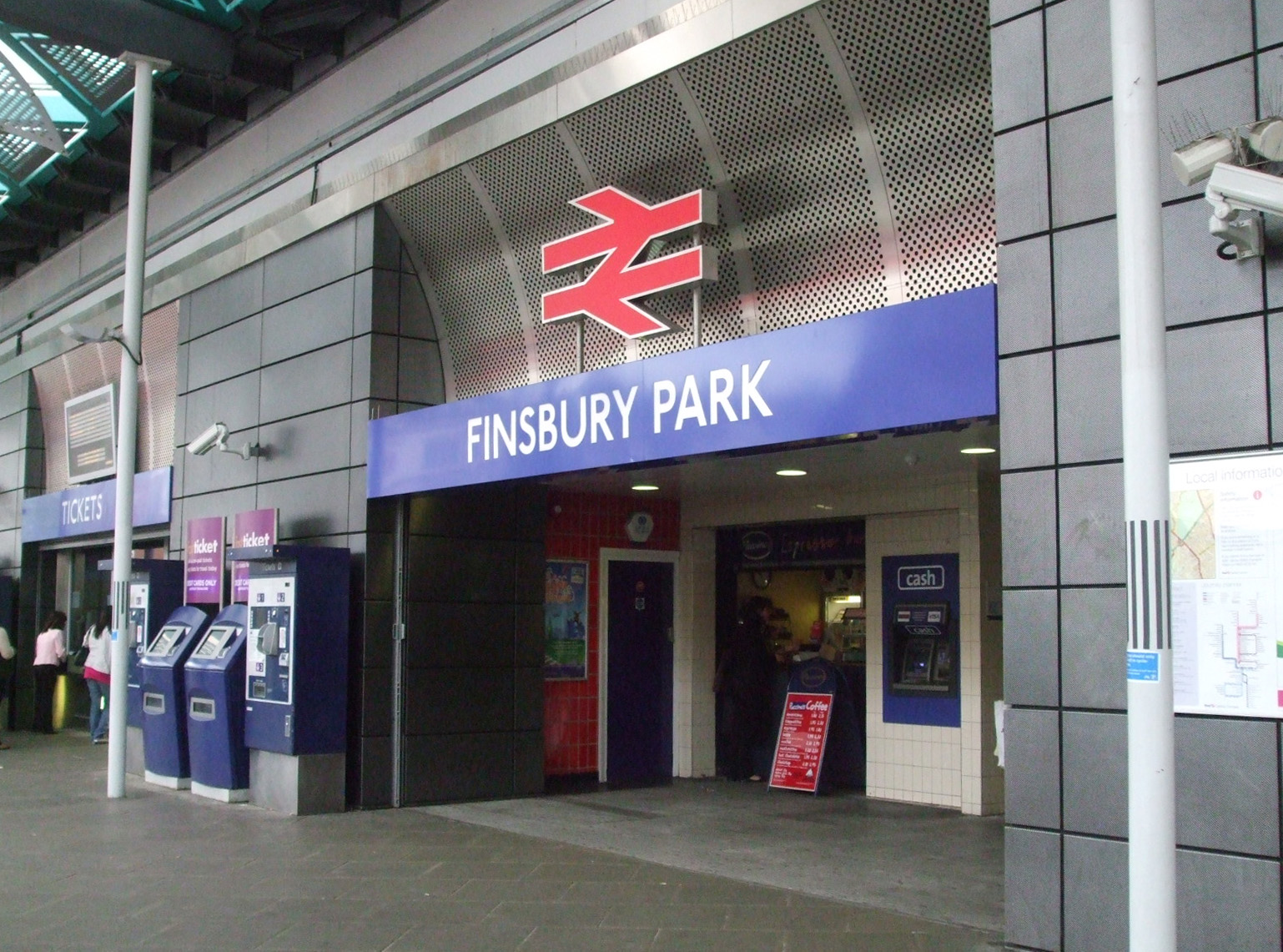
Eingang zum Bahnhof

Wenige Jahre später begann die Edgware, Highgate and London Railway (EH&LR) mit dem Bau einer Eisenbahnstrecke von Finsbury Park nach Edgware. Kurz vor der Eröffnung am 22. August 1867 wurde die EH&LR von der GNR übernommen. Seinen heutigen Namen erhielt der Bahnhof am 15. November 1869. Die Bahnsteige der Edgware-Zweigstrecke lagen beidseits der Hauptstrecke. Um einen reibungslosen Verkehr zu gewährleisten, entstand nördlich des Bahnhofs eine kreuzungsfreie Ausfädelung, wobei die Hauptstrecke eines der Edgware-Gleise mittels einer Brücke überquerte. 1923 vereinigte die London and North Eastern Railway (LNER) sämtliche Gesellschaften nordöstlich von London.
Nachdem die Northern Line im Jahr 1941 einen großen Teil der Eisenbahnstrecke nach Edgware übernommen hatte, verlor der östliche Abschnitt zwischen Finsbury Park und Alexandra Palace stark an Bedeutung. Der Personenverkehr wurde 1942 auf die Hauptverkehrszeit beschränkt und am 3. Juli 1954 ganz eingestellt. Güterzüge verkehrten noch bis zum 1. Juni 1964. Bis September 1970 nutzte London Underground die Strecke für gelegentliche Ein- aus Ausrückfahrten von U-Bahnen zum Depot Highgate. Die Gleise auf der Edgware-Strecke wurden 1971 entfernt und die verlassenen Bahnhöfe sind seither abgerissen worden. Die Seitenbahnsteige in Finsbury Park riss man ebenfalls ab und man ersetzte sie durch eine Fußgängerüberführung zum östlichen Ausgang des Bahnhofs.

### U-Bahn

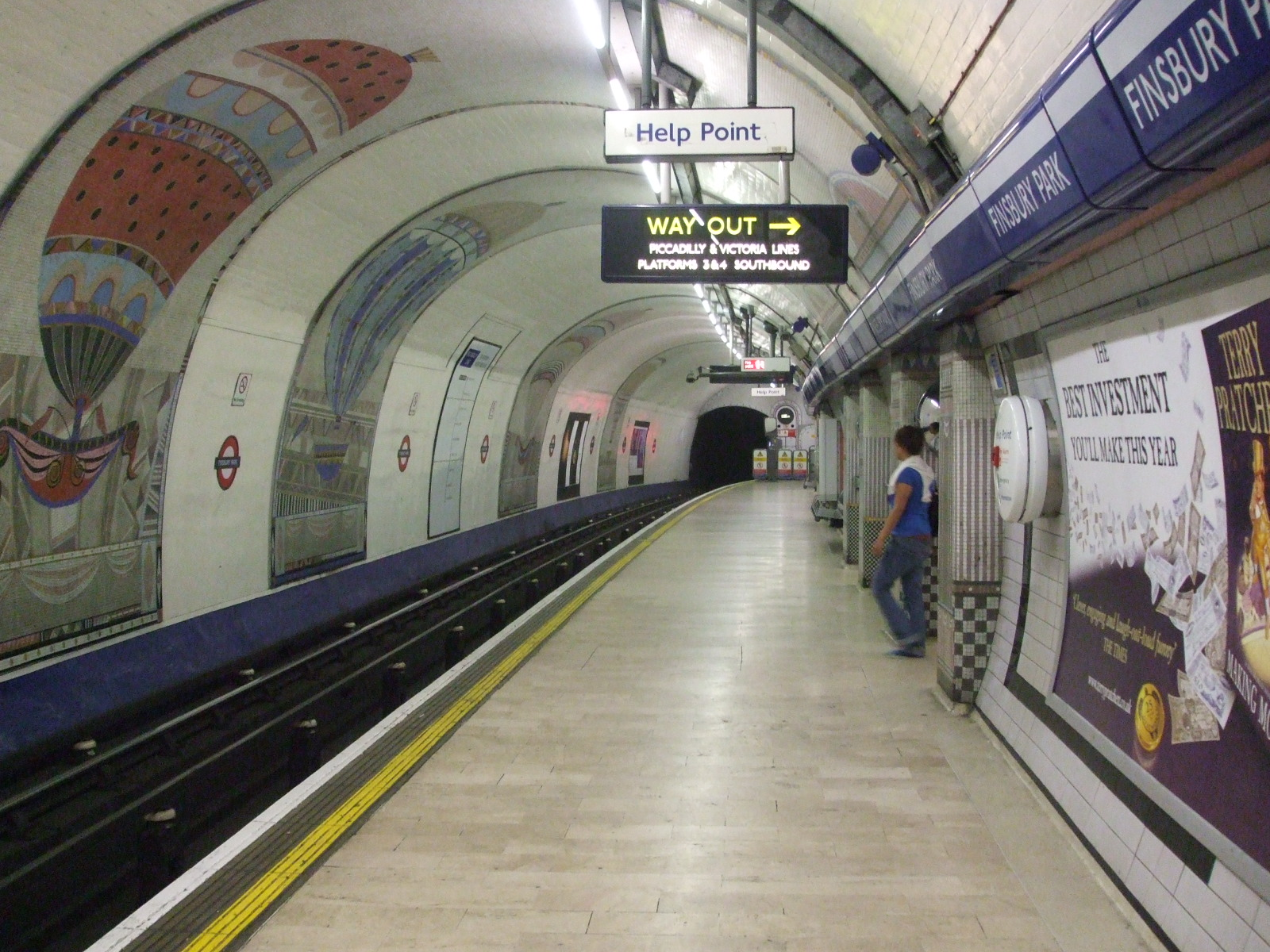
Bahnsteig der Piccadilly Line in Richtung Norden

Die Great Northern & City Railway (GN&CR) baute eine größtenteils unterirdische Eisenbahnlinie zwischen Finsbury Park und Moorgate in der City of London. Die als Northern City Line bezeichnete Strecke sollte als Ausweichroute für Züge der GNR dienen. Der Tunnel erhielt ein größeres Lichtraumprofil als bei den damaligen Londoner U-Bahnen üblich, um die Züge aufnehmen zu können. Aufgrund eines Streits zwischen der GN&CR und der GNR konnte die Tunnelstrecke nicht an die Hauptstrecke angebunden werden. Nach der Eröffnung am 14. Februar 1904 gab es lediglich einen Pendelzugbetrieb zwischen Finsbury Park und Moorgate. Die Metropolitan Railway übernahm diese Strecke 1913, im Jahr 1933 ging der Betrieb an die Northern Line über.
Die Great Northern, Piccadilly and Brompton Railway (GNP&BR), die Vorgängergesellschaft der Piccadilly Line, wurde am 15. Dezember 1906 eröffnet. Die Stammstrecke führte von Finsbury Park nach Hammersmith. Wie bei der GN&CR handelte es sich um eine U-Bahn, war aber mit einem kleineren röhrenförmigen Lichtraumprofil errichtet worden. Die Bahnsteige entstanden parallel zu jenen der GN&CR, unterhalb des Bahnhofs. Am 19. September 1932 wurde die Piccadilly Line nordwärts in Richtung Arnos Grove verlängert. Am 31. Juli 1933 war die nördliche Endstation Cockfosters erreicht.
1935 präsentierte das London Passenger Transport Board das New Works Programme. Die U-Bahn sollte die dampfbetriebenen LNER-Zweigstrecken von Finsbury Park nach Edgware, High Barnet und Alexandra Palace übernehmen (die so genannten „Northern Heights“-Linien). Es war geplant, diese Strecken mit der Northern City Line zu verbinden. Die Elektrifizierungs- und Gleiserneuerungsarbeiten begannen wenig später. Der Beginn des Zweiten Weltkrieges führte zur Verschiebung fast aller Pläne. Nach dem Krieg waren nicht mehr genügend Geldmittel vorhanden und die zum Umbau vorgesehenen Strecken wurden stillgelegt.

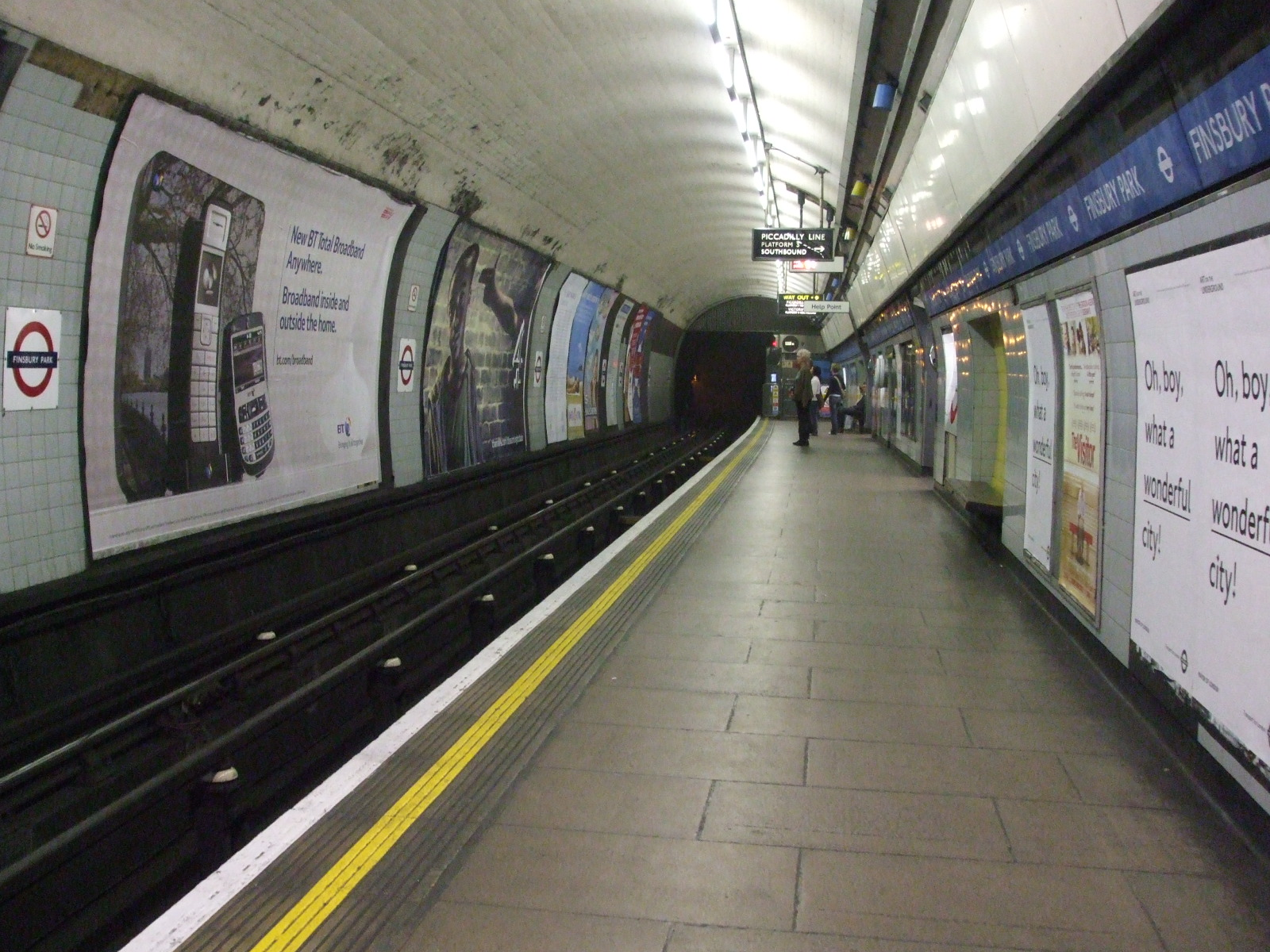
Bahnsteig der Victoria Line in Richtung Süden

Zu Beginn der 1960er Jahre plante London Underground den Bau der Victoria Line. Die Strecke sollte dabei über Finsbury Park führen und so neue Umsteigebeziehungen schaffen. Aus diesem Grund mussten die zwei Mittelbahnsteige in Finsbury rekonfiguriert werden. Damit die Victoria Line einen der Bahnsteige nutzen konnte, musste am 3. Oktober 1964 der Betrieb auf dem Abschnitt Finsbury Park – Drayton Park der Northern City Line eingestellt werden.
Den Bahnsteig der Northern City Line funktionierte man zum südwärts führenden Bahnsteig der Piccadilly Line und der Victoria Line um. Zwei neue Tunnelabschnitte waren notwendig, um die Piccadilly Line kreuzungsfrei auszufädeln. Das ehemals südwärts führende Gleis der Piccadilly Line wurde so zum nordwärts führenden Gleis der Victoria Line, das zweite Gleis der Northern City Line zum südwärts führenden Gleis der Victoria Line. Der ehemalige Tunnel der Northern City Line südlich der Station ging ebenfalls an die Victoria Line über. Schließlich konnte der erste Abschnitt der Victoria Line am 1. September 1968 eröffnet werden.
Die verkürzte Northern City Line blieb noch weitere sieben Jahre Teil des U-Bahn-Netzes. Am 4. Oktober 1975 wurde die Strecke vollständig stillgelegt, um sie für den Betrieb durch British Rail vorzubereiten. Zwischen Drayton Park und Finsbury Park baute man die Strecke neu auf, allerdings nicht mehr im Tunnel, sondern oberirdisch. Dadurch entstand eine direkte Verbindung zur East Coast Main Line, wie sie eigentlich schon zu Beginn des 20. Jahrhunderts geplant gewesen war. Das Teilstück wurde am 8. November 1976 wiedereröffnet.